# 南九州川辺インターチェンジ

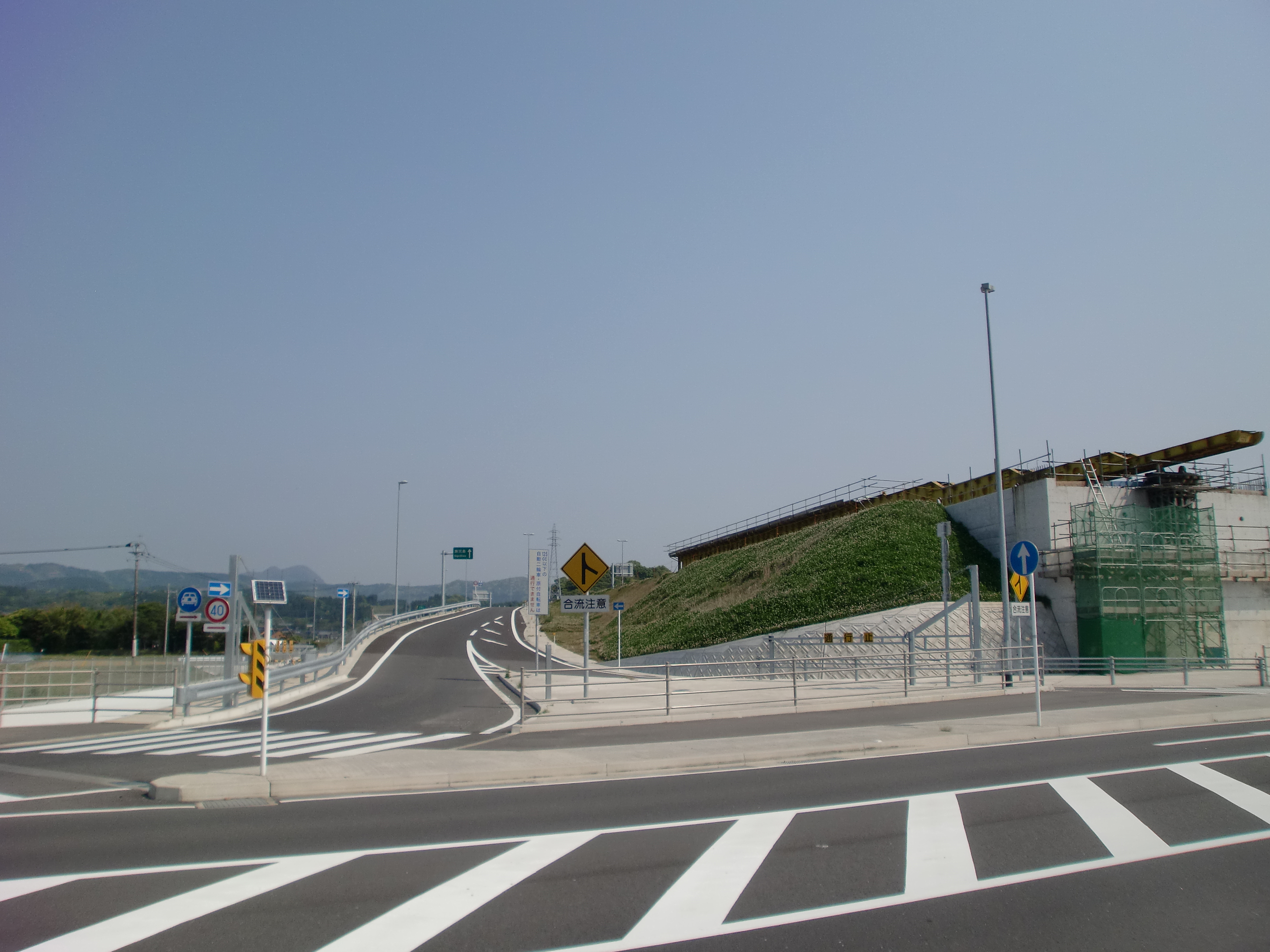
鹿児島方面入口

南九州川辺インターチェンジ（みなみきゅうしゅうかわなべインターチェンジ）は、鹿児島県南九州市川辺町野崎にある南薩縦貫道（川辺道路・知覧道路）のインターチェンジである。
2012年8月8日に鹿児島方面、2016年3月27日には枕崎方面が供用開始。

## 道路
- 南薩縦貫道（川辺道路・知覧道路）

## 歴史
- 1999年12月17日 : 南九州川辺ダムIC-南九州川辺IC間 調査区間指定
- 2000年12月20日 : 南九州川辺ダムIC-南九州川辺IC間 整備区間指定
- 2004年12月22日 : 南九州川辺ダムIC-南九州川辺IC間 起工式実施
- 2012年8月8日 : 南九州神殿IC-南九州川辺IC間開通に伴い供用開始[1]
- 2016年3月27日 : 南九州川辺IC - 知覧金山水車IC開通[3]

## 接続する道路

### 直接接続
- 国道225号

## 料金所
- 全区間無料で通行出来るため料金所は設置されない

## 隣
南薩縦貫道（川辺道路）
南九州神殿IC - 南九州川辺IC
南薩縦貫道（知覧道路）
南九州川辺IC - 知覧金山水車IC